# توني هازل
توني هازل (بالإنجليزية: Tony Hazell)‏ هو لاعب كرة قدم وتقني بريطاني في مركز الدفاع، ولد في 19 سبتمبر 1947 في هاي ويكومب في المملكة المتحدة. لعب مع تشارلتون أثلتيك وكريستال بالاس وكوينز بارك رينجرز ونادي ميلوول.